# شجاع (فلم)
شجاع هو فيلم نيجيري قصير صدرَ عام 2014 من إخراج لولادي مع أديسوا إتومي ووولي أوجو في أدوار رئيسية. الفيلم مستوحى نوعًا ما من «الصفحة 88» من كتاب السيدة وعشيقها وربها (بالإنجليزية: The Lady، Her Lover & Her Lord) للمؤلف الأمريكي تي د. جاكس. 
يحكي الفيلم قصّة زوجين شابين انهار زواجهما عندما تم تشخيص الزوج بشلل الرخو بعد تعرضه لحادثٍ ما. تلقى الفيلمُ مراجعاتٍ إيجابيةٍ بشكل عام كما رُشِّح للمنافسة على عددٍ من الجوائز وفاز ببعضٍ منها.

## طاقم التمثيل
- أديسوا إتومي في دور لايومي دوجا
- وول أوجو في دور ناثان دوغا
- فونمي سوبايو في دور كيكي دوغا
- ديانا يكيني في دور تامي
- جبينجا كايودي في دور جوني

## القصّة
تُحاول تامي (تلعبُ دورها الممثلة ديانا يكيني) إقناع لايو بالحصول على تصميم لحفل الزفاف، وهناك يدعو ناثان زوجته لايو ويُحدثها عن فقرة «شخصانِ يتفقانِ على الأرض» اقتبسها من كتابهِ المقدس مُوضّحًا: «إذا كان بإمكاننا ممارسة الجنس الليلة، ستباركُنا السماء بطفل.»
بعد أسبوعين من ممارسة الجنس المتقطّع، تظهرُ أعراض الحمل على لايو وتتلقى تأكيدًا من الأطباء بأنها حاملٌ فعلًا. تُبلغ والدتها (تلعبُ دورها الممثلة باشنس محيي) وتعهدها بعدم إخبار زوجها حتى الذكرى السنوية في غضون أيامٍ قليلة. في طريق عودتهما إلى المنزل من نزهة، تسألُ لايو زوجها ناثان الذي يقود السيارة إذا كان يعتقدُ أن علاقتهما ستبقى قوية عندما يقتربان من الشيخوخة، فيرد ناثان بالتأكيد على ذلك وفجأة يصطدمُ بسياّرة أخرى أمامه.
تمرُّ أربعُ سنواتٍ على الحادث، حيثُ يجد ناثان نفسه على كرسي متحرك، بينما تُحاول لايو أن تتصالح مع الواقع الجديد المتمثل في الزواج من شخص مشلول. يشرح ناثان كيف تلطخت مسيرته المهنية بعد الحادث، فيمَا تروي لايو حجة مضادة شارحةً كيف أنها أعطت كل شيء من أجله لمدة أربع سنوات وكيف تريد أن تعيش حياتها مرة أخرى.
قبل مغادرتها في تشرين الثاني/نوفمبر 2010، تُبلغ لايو ناثان بالطفل الذي كانت تحمله منذ أربع سنوات وكيف أنهما لم يفقدا طفلهما فحسب بل منزلهم أيضًا وكلّ شيء. يرتفعُ  ضغط دم ناثان في الفترةِ التي غابت فيها لايو، ويُلاحظ الأطباء الذين فحصوه في منزله أنه يواجه صدمات طبية ونفسية منذ مغادرتها. تحصلُ الكثير من الأمورِ فيما بعد إلى أن تتصالح لايو مع ناثان الذي قبلها على الفور، وقبل الخضوع لسلسلة من العلاجات مع زوجته وأخته حتى يتمكّن من المشي مرة أخرى ويعود كما كان في السابق.

## استقبال

### الاستقبال النقدي
أشاد موقع الصودا والفشار (بالإنجليزية: Sodas and Popcorn) بالكيمياء الموجودة بين الممثلين في الفيلم، ووصف الموقع المختصّ في النقدِ السينمائي الممثل إتومي بالوجه الجديد والمرحب به في عالم صناعة الأفلام. أشاد الموقع بعمليّة الإخراج أيضًا مشدّدًا على نقطة  الحصولِ على أفضل النتائج من موارد محدودة، واختتمَ الموقع مراجعته بالقولِ إن الفيلم نقل رسالة قوية في أبسط أشكالها.
أوصى موقعُ كونيكت نيجيريا (بالإنجليزية: Connect Nigeria) بالفيلم مشيرًا إلى أنه ليس غالبًا ما تجدُ فيلمًا برسالة واضحة وملهمة كما فعل فيلمُ شجاع. قيَّم غودريك أدورا روبي من جامعة العهد (بالإنجليزية: Covenant University) الفيلم بتسعِ نجومٍ من أصل عشرة مُشيدًا بمكان التصوير وبالحوارِ كذلك، كما أشاد ببساطةِ الفيلم وبأداء الممثلين الذي وصفهُ بالممتاز.

### الجوائز
| الجائزة                                     | الفئة          | المرشّح/ة | النتيجة |
| ------------------------------------------- | -------------- | -------- | ------- |
| جوائز اختيار مشاهدي إفريقيا ماجيك لعام 2015 | أفضل فيلمٍ قصير | لولادي   | رُشِّح     |
| جوائز نوليوود للأفضل لعام 2014              | أفضل فيلمٍ قصير | لولادي   | فوز     |
| جوائز نيجيريا الترفيهية لعام 2015           | أفضل مخرج      | لولادي   | رُشِّح     |